# Santadi
Santadi är en ort och kommun i provinsen Sydsardinien i regionen Sardinien i sydvästra Italien. Kommunen hade 3 385 invånare (2017).